# 3226 Plinius
3226 Plinius è un asteroide della fascia principale. Scoperto nel 1960, presenta un'orbita caratterizzata da un semiasse maggiore pari a 2,8732968 UA e da un'eccentricità di 0,0753713, inclinata di 3,06186° rispetto all'eclittica.